# Tcham Na Man
Tcham Na Man (fevereiro de 1953 - 9 de maio de 2020) foi um militar da Guiné-Bissau e um balanta étnica que sobreviveu aos expurgos do Presidente João Bernardo Vieira no exército guineense em meados da década de 1980, nos quais foi preso e cruelmente torturado a ponto de fraturar seus braços. Na mesma década, foi para a ex-União Soviética, onde se formou em Medicina. Segundo fontes do K-Club, o Coronel Tcham Na Man nunca perdoou o Presidente Vieira pelas torturas a que foi sujeito no passado per seu regime, pelo que em Março de 2009 não teve dificuldade em se juntar a um grupo de soldados do Batalhão Mansoa liderado por António Indjai, que invadiu a residência do então Presidente da República, em vingança pela morte do General Batista Tagme Na Waie, que dias antes a bomba tinha sido bombardeada no quartel-general do Exército guineense. Naquela época com a patente de major, também o Dr. Tcham Na Man, foi designado como o elemento que durante o ataque à residência de “Nino” recorreu a um facão para desmembrar o cadáver do ex-presidente, como o próprio regime da vieira fezno década dos oitenta. “Nino Vieira levou vários tiros no peito e no rosto e seu corpo apresentava marcas de golpes violentos. Foi espancado brutalmente antes de receber inúmeros tiros”, disse o médico. O Coronel Tcham Na Man e seus cúmplices nunca foram responsabilizados pelo assassinato de Nino Vieira. Pelo contrário, foi promovido a coronel e nomeado director do hospital militar das Forças Armadas da Guiné-Bissau.
Em março de 2010, foi identificado como um dos responsáveis pelo regresso do então comandante da Marinha, Bubo Na Tchuto, que até então estava exilado para a Gâmbia. Em abril de 2012, voltou a integrar um autodenominado “Comando Militar” que assumiu o poder, demitindo o presidente interino, Raimundo Pereira, e o primeiro-ministro, Carlos Gomes Júnior. Cerca de cinco anos atrás, ele foi evacuado para Dakar, no Senegal, onde morreu de insuficiência renal em maio de 2020. Fontes que acompanharam sua condição disseram ao Club-K que no último estágio de sua vida ele não andava mais, devido aos níveis crescentes de diabetes que estavam fora de controle. Quando foi elaborada a lista de sanções, o Diário da República da União Europeia referia que todas pertenciam ao comando militar que assumiu a responsabilidade pelo golpe de 12 de abril, referindo que Júlio Nhate, ex-chefe da divisão de Recursos Humanos da Guiné -Forças Armadas de Bissau ", liderou a operação militar que apoiou o golpe. Tchan Na Man foi um elemento activo neste acto de subversão, sob o comando de António Injai, tendo também participado, por conta do comando militar, em encontros com políticos partidos O ex-oficial financeiro do exército de Lassana Camará era “responsável pelo desvio de fundos públicos pertencentes à alfândega que serviam para financiar o comando militar”.